# Campionato spagnolo lead di arrampicata
Il Campionato spagnolo lead di arrampicata è il campionato spagnolo di arrampicata organizzato annualmente dalla Federación Española de Deportes de Montaña y Escalada (FEDME).
Gli altri due Campionati spagnoli di specialità dell'arrampicata sono:
- il Campionato spagnolo boulder di arrampicata
- il Campionato spagnolo speed di arrampicata

## Albo d'oro
| Edizione | Data            | Luogo                 | Uomini                   | Donne                               |
| -------- | --------------- | --------------------- | ------------------------ | ----------------------------------- |
| 1986     |                 | a tappe               | ?                        | ?                                   |
| 1987     |                 | a tappe               | Txavo Vales              | ?                                   |
| 1988     |                 |                       | Carlos García Bello      | ?                                   |
| 1989     |                 |                       | ?                        | ?                                   |
| 1990     |                 |                       | Patxi Arocena            | ?                                   |
| 1991     |                 |                       | Patxi Arocena            | ?                                   |
| 1992     |                 |                       | Patxi Arocena            | ?                                   |
| 1993     |                 |                       | Daniel Andrada           | ?                                   |
| 1994     |                 |                       | ?                        | ?                                   |
| 1995     |                 |                       | Daniel Andrada           | ?                                   |
| 1996     |                 |                       | Daniel Andrada           | ?                                   |
| 1997     |                 |                       | Daniel Andrada           | ?                                   |
| 1998     |                 | Armilla               | Daniel Andrada           | Leire Aguirre                       |
| 1999     | 17 ottobre      | Saragozza             | Daniel Andrada           | Leire Aguirre                       |
| 2000     |                 |                       | Pablo Barbero Alfonso    | ?                                   |
| 2001     | 30 giugno       | Oviedo                | Ramón Julián Puigblanque | Leire Aguirre                       |
| 2002     | 24 - 25 agosto  | Avilés                | Pablo Barbero Alfonso    | Esther Cruz Montalban Leire Aguirre |
| 2003     | 21 settembre    | Terrassa              | Ramón Julián Puigblanque | Eva Elez Muñoz                      |
| 2004     | 20 - 21 agosto  | Avilés                | Patxi Usobiaga           | Leire Aguirre                       |
| 2005     | 11 settembre    | Sant Cugat del Vallès | Patxi Usobiaga           | Daila Ojeda                         |
| 2006     | 24 settembre    | Tomares               | Ramón Julián Puigblanque | Irati Anda                          |
| 2007     | 27 maggio       | Pilar de la Horadada  | Pablo Barbero Alfonso    | Irati Anda                          |
| 2008     | 4 - 5 ottobre   | Siviglia              | Marco Jubes Angarita     | Irati Anda                          |
| 2009     | 3 ottobre       | Siviglia              | Patxi Usobiaga           | Andréa Cartas Barrera               |
| 2010     | 26 giugno       | La Coruña             | Ramón Julián Puigblanque | Helen Alemán Sobrino                |
| 2011     | 18 - 19 giugno  | Gijón                 | Ramón Julián Puigblanque | Berta Martín                        |
| 2012     | 23 giugno       | Gijón                 | Ramón Julián Puigblanque | Helena Alemán                       |
| 2013     | 15 giugno       | Gijón                 | Ramón Julián Puigblanque | Eileen Jubes                        |
| 2014     |                 |                       |                          |                                     |
| 2015     |                 |                       |                          |                                     |
| 2016     | 3 - 4 settembre | Saragozza             |                          |                                     |
| 2017     | 10 - 11 giugno  | Saragozza             | Javier Cano Blazquez     | Muriel Ruíz de Larramendi Arangoa   |